# Karina Fernández
Karina Fernández Madrigal (22 juni 1978), bijgenaamd Kary, is een Costa Ricaans triatlete uit San José. Ze is drievoudig nationaal kampioen.
Karina deed in 2000 mee aan de Olympische Zomerspelen van Sydney, maar moest tijdens het fietsonderdeel opgeven.
Momenteel is ze werkzaam als lerares.

## Titels
- Centraal-Amerikaans kampioene triatlon - 1996
- Centraal-Amerikaans en Caribisch kampioene triatlon - 1999
- Pan-Amerikaanse jeugdkampioene triatlon - 1996

## Belangrijkste prestaties

### triatlon
- 1996:  Centraal-Amerikaanse kampioenschappen
- 1997:  Pan-Amerikaanse jeugdkampioenschappen
- 1998: 8e Centraal-Amerikaanse en Caribische Spelen
- 1999:  Centraal-Amerikaanse en Caribische kampioenschappen
- 1999: 18e Pan-Amerikaanse Spelen in Winnipeg - 2:14.11
- 1999:  Pan-Amerikaanse kampioenschappen
- 2000: DNF Olympische Spelen in Sydney